# Edmond Barrachin
Pour les articles homonymes, voir Barrachin.

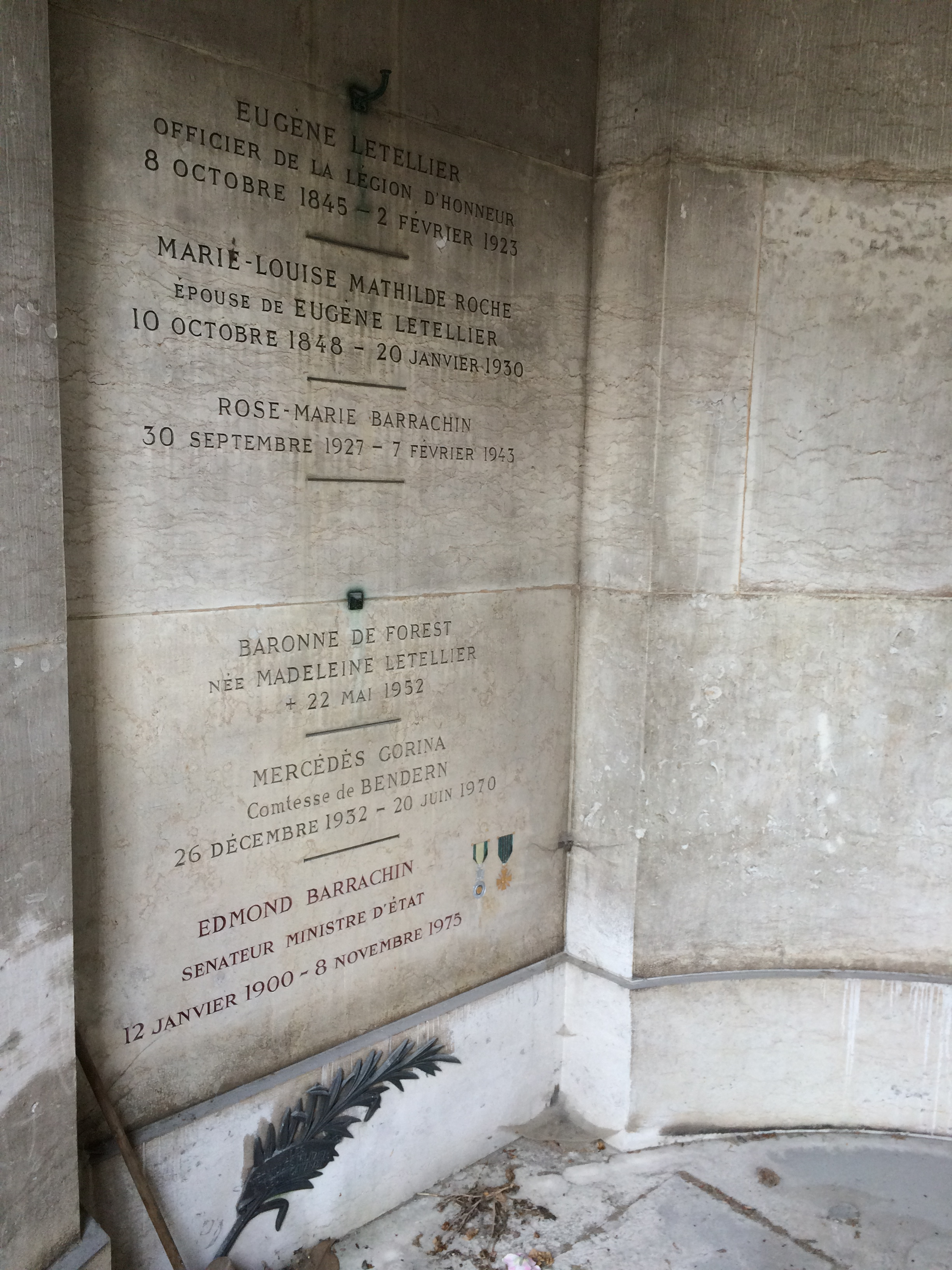
Sépulture d'Edmond Barrachin au cimetière de Passy (Paris).

Edmond Barrachin, né le 12 janvier 1900 à Paris 8e et mort le 8 novembre 1975 à Boulogne-Billancourt, est un homme politique français.

## Biographie

### Famille et débuts
Edmond Barrachin est né dans une famille de notables et d'industriels champenois. Son père, Pierre Barrachin et son arrière-grand-père Augustin Barrachin ont été conseillers généraux des Ardennes (canton de Signy-le-Petit). Augustin Barrachin à par ailleurs été député des Ardennes. Par l'épouse de ce dernier, Edmond Barrachin est par ailleurs un descendant de Florent Simon Andrieux, maire de Reims. Un autre de ses arrière-grands-pères est le maréchal Bernard Pierre Magnan. Par le remariage de sa mère en 1925, il devient le beau-fils de l'homme politique modéré François Piétri.
Edmond Barrachin épouse en 1923 Mabel Deforest-Bischoffsheim von Bendern, fille de Maurice de Forest (en). Divorcée, Mabel von Bendern se remariera avec Jean Borotra. Ils auront deux enfants dont
- Pierre Barrachin (1926-1990) : conseiller municipal de Chamant et candidat aux élections législatives de 1958 dans la 3e circonscription de l'Oise.

Le jeune Barrachin commence sa carrière en tant qu'attaché ministériel de Piétri, d'abord aux Colonies en 1929-1930 puis au Budget en 1931. Devenu membre du comité directeur de l'Alliance démocratique, il se forge de nombreuses relations dans les milieux radicaux indépendants et devient proche d'Étienne Riché et de Franklin-Bouillon. Fort du contact du premier et de ses origines ardennaises, Barrachin tente de se faire élire lors des élections de 1932 dans la circonscription de Rethel-Rocroi mais échoue.

### Carrière politique
En juillet 1934 Étienne Riché, député de Sedan, meurt. Barrachin parvient à se faire élire dans cette circonscription à l'occasion de l'élection partielle du 4 novembre 1934. Il siège à la Chambre des députés jusqu’en 1936, dans le groupe de la Gauche radicale. En prévision des élections générales de 1936, il fonde en octobre 1935 un hebdomadaire, le Sedan régional et s'attache pour l'occasion les services d'un jeune journaliste, Pierre de Léotard. En avril 1936, Barrachin arrive en tête au premier tour mais est battu au second par un ancien adversaire rencontré en 1934, le radical-socialiste Gabriel Delattre, qui profite des reports des voix de gauche. Après cet échec, Barrachin se tourne alors vers une nouvelle aventure politique. Le colonel de La Rocque en quête de cadres pour sa nouvelle formation -  le Parti social français - créée à la suite de la dissolution des Croix-de-feu en juin, recrute en effet Barrachin. À partir d'octobre 1936 jusqu'en 1939, il dirige le bureau politique du PSF, chargé de préparer les échéances électorales.
Engagé volontaire en 1939, fait prisonnier, il s’évade et revient en France en janvier 1941. Prenant ses distances avec La Rocque, inquiet du devenir politique du PSF, il choisit d'entrer en Résistance. En 1942, Barrachin rejoint Madrid, où son beau-père Piétri est ambassadeur, puis Lisbonne, et de là, gagne Londres.
Il est un des fondateurs du Parti républicain de la liberté, qui se veut un rassemblement des droites, et dont les statuts sont déposés le 4 décembre 1945. En 1946, il est élu à la Deuxième Assemblée nationale constituante dans le département de la Seine comme PRL, puis est réélu à l’Assemblée nationale sous la même étiquette en 1946. Démissionnaire du bureau politique en 1947, il se rallie au RPF dès la création de ce parti, dont il intègre le conseil de direction en juin 1949. Il est élu député RPF en 1951 puis quitte ce groupe pour fonder celui de l’Action républicaine et sociale (gaullistes dissidents). Il est réélu en tant que CNI en 1956.
Candidat dans la circonscription de Courbevoie-La Garenne Colombes (Seine), en novembre 1958, il est distancé par le candidat UNR. Le 26 avril 1959, il est élu au Sénat où il siège jusqu’à sa mort d’abord comme Républicain indépendant puis comme membre de l’Union centriste.
Edmond Barrachin a été ministre d’État chargé de la réforme constitutionnelle dans le cabinet Joseph Laniel du 28 juin 1953 au 19 juin 1954.
Barrachin tente de faire accepter à de Gaulle des apparentements lors des élections de 1951. Il est l’un des parrains avec le MRP Charles Barangé de la loi instituant une allocation scolaire pour les élèves de l’enseignement privé.
Il fut enterré au cimetière de Passy, à Paris.

## Élections législatives et constituantes
| Année     | Parti            | Parti    | Circonscription   | 1er tour | 1er tour | 1er tour | 2d tour     | 2d tour     | 2d tour |
| Année     | Parti            | Parti    | Circonscription   | Voix     | %        | Rang     | Voix        | %           | Issue   |
| --------- | ---------------- | -------- | ----------------- | -------- | -------- | -------- | ----------- | ----------- | ------- |
| 1932      |                  | AD       | Ardennes (Rethel) | 2 938    | 29,98    | 2e       | 4 132       | 41,85       | Battu   |
| 1934      | Ardennes (Sedan) | AD       |                   |          | 1er      | 6 740    | 51,05       | Élu         |         |
| 1936      | Ardennes (Sedan) | AD       | 5 981             | 43,16    | 1er      | 6 228    | 44,47       | Battu       |         |
| 1945      |                  | FR (PSF) | 5e de la Seine    | 19 890   | 5,57     | 4e       | Tour unique | Tour unique | 0 / 8   |
| 1946      |                  | PRL      | 5e de la Seine    | 39 101   | 10,35    | 4e       | Tour unique | Tour unique | 1 / 8   |
| 1946 (II) | 36 731           | PRL      | 5e de la Seine    | 10,41    | 4e       | 1 / 9    | Tour unique | Tour unique |         |
| 1951      |                  | RPF      | 5e de la Seine    | 97 325   | 28,52    | 2e       | Tour unique | Tour unique | 3 / 9   |
| 1956      |                  | CNIP-ARS | 5e de la Seine    | 52 144   | 12,35    | 3e       | Tour unique | Tour unique | 1 / 9   |
| 1958      |                  | CNIP     | 35e de la Seine   | 10 494   | 23,31    | 1er      | 10 125      | 22,26       | Battu   |

## Décorations
- Médaille militaire
- Croix de guerre 1939-1945
- Médaille des évadés